# زیست‌شناسی مولکولی
زیست‌شناسی مولکولی مطالعهٔ زیست‌شناسی در سطح مولکولی و مولکول‌ها و نیز سلول‌ها است که ریزترین مواد زنجیره جانداران هستند. این گرایش از علم پایه مهم زیست شناسی به صورت یک رشته دانشگاهی نیز وجود دارد. این حوزه دارای وجوه مشترکی با به خصوص زیست‌شناسی و علوم بسیار مرتبط دیگری همچون شیمی و به‌طور خاص، با علم ژنتیک و بیوشیمی است. زیست‌شناسی مولکولی، علم شناخت برهم‌کنش‌های مولکولیِ فعالیت‌های زیستی در بین سامانه‌های مختلف درون‌سلولی است که شامل ارتباطات میان دی‌ان‌ای، آران‌ای، پروتئین و بیوسنتز آن‌ها می‌باشد.اصلی ترین دانش بررسی زمینه دی ان ای موجودات همین دانش تقریبا میان رشته ای است. به‌علاوه چگونگی تنظیم آن برهم‌کش‌ها نیز مورد بررسی قرار می‌گیرد.

## تاریخچه
در حالی که زیست‌شناسی مولکولی در دهه ۱۹۳۰ پایه‌گذاری شد، اصطلاح زیست‌شناسی مولکولی به وسیله Warren Weaver در سال ۱۹۳۸ ابداع گردید. او باور داشت که زیست‌شناسی به دلیل پیشرفت‌های اخیر در زمینه‌هایی همچون کریستالوگرافی اشعهٔ x در حال رسیدن به مرحلهٔ مهمی از تغییرات می‌باشد.
پژوهش‌های بالینی و درمان‌های پزشکی که بر پایهٔ زیست‌شناسی مولکولی هستند تا حدودی به وسیلهٔ ژن درمانی پوشش داده شده‌اند. اکنون، به‌کارگیری زیست‌شناسی مولکولی یا روش‌ها و ابزارهای زیست‌شناسی سلولی مولکولی در پزشکی به عنوان پزشکی مولکولی شناخته می‌شود. همچنین زیست‌شناسی مولکولی نقش مهمی در درک شکل‌گیری، فعالیت و تنظیم بخش‌های مختلف یک سلول ایفا می‌کند که می‌تواند برای تعیین دقیق اهداف داروهای جدید، تشخیص بیماری‌ها و درک فیزیولوژی سلول مورد استفاده قرار گیرد.

## ارتباط با دیگر علوم زیستیِ در سطح مولکولی
اگرچه پژوهشگران در این حوزه از فنون ذاتاً مختص به زیست‌شناسی مولکولی بهره می‌برند، امروزه این فنون را به‌طور روزافزونی با روش‌ها و طرح‌های علوم ژنتیک و بیوشیمی ترکیب می‌کند. از آنجا که هیچ مرز تعریف‌شده و مشخصی بین این مباحث وجود ندارد، آنچه که در ادامه می‌آید، تنها یک دیدگاه ازمیان الگوهای قابل تصور برای ارتباط بین مباحث فوق است.
- بیوشیمی مطالعهٔ مواد شیمیائی و فرایندهای حیاتی است که در موجودات زنده رخ می‌دهد. تمرکز پژوهش بیوشیمی‌دان‌ها بر نقش، عملکرد، و ساختار مولکول‌های زیستی است.

بسیاری از داده‌های زیست‌شناسی مولکولی کمی می‌باشند و به تازگی کارهای زیادی در رابطه با ارتباط زیست‌شناسی مولکولی با علم رایانه در بیوانفورماتیک و آمار زیستی انجام گرفته‌است. در آغاز دهه ۲۰۰۰ مطالعه ساختار و عملکرد ژن و ژنتیک مولکولی، در میان برجسته‌ترین زیررشته‌های زیست‌شناسی مولکولی بوده‌است.
بسیاری از گرایش‌های زیست‌شناسی به صورت مستقیم یا غیرمستقیم بر روی مولکول متمرکز هستند. ارتباطات ماکرومولکول‌ها در زیست‌شناسی تکوینی و زیست‌شناسی سلولی مورد مطالعه قرار می‌گیرند و در گرایش‌های زیست‌شناسی تکاملی مانند ژنتیک جمعیت و فیلوژنتیک به منظور استنباط ویژگی‌های تاریخی جمعیت یا گونه از تکنیک‌های مولکولی استفاده می‌شود.
ارتباط این علم با داروسازی و شیمی الی به گونه ای گسترده‌است.

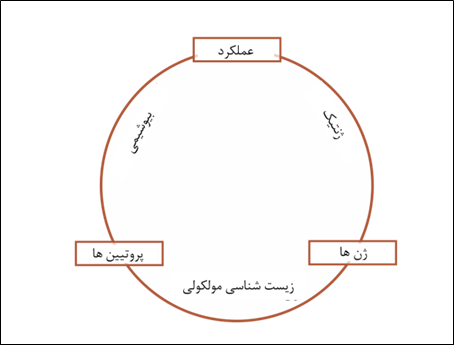
ارتباط زیست‌شناسی مولکولی با دیگر علوم زیستی

## روش‌های آزمایشگاهی مورد استفاده در زیست‌شناسی مولکولی
- همتاسازی مولکولی

یکی از پایه‌ای‌ترین فنون زیست‌شناسی مولکولی به منظور مطالعه عملکرد پروتئین، کلونینگ مولکولی است. در این روش DNAی کدکنندهٔ پروتئین مورد نظر، از طریق PCR یا آنزیم‌های محدودکننده (Restriction enzyme)، در یک پلاسمید (وکتور بیانی) کلون می‌شود.
یک وکتور، واجد ۳ مشخصه است: دارای یک ناحیه آغاز رونویسی (origin of replication) است. دارای یک ناحیه کلونینگ چند گانه (multiple cloning site یا به اختصارmcs) است. همچنین واجد یک مارکر انتخابی (selection marker) است. (مارکر انتخابی معمولاً ژن مقاوم به یک آنتی‌بیوتیک است) ناحیه آغاز رونویسی دارای نواحی پروموتری در بالادست ناحیه آغاز رونویسی و ترجمه است. این پلاسمید قادر است به داخل باکتری یا سلول حیوانی وارد شود. ورود DNA به درون سلول‌های باکتری می‌تواند از طریق جذب DNAی عریان در ترانسفورماسیون (transformation)، هم‌یوغی از طریق تماس سلول به سلول (conjugation) یا انتقال وکتور ویروسی (transduction) انجام گیرد.
به ورود DNA به سلول‌های یوکاریوتی (همچون سلول‌های حیوانی) از راه روش‌های فیزیکی یا شیمیایی، ترانسفکشن (transfection) گفته می‌شود. پس از اینکه DNAی کدکننده مورد نظر ما در داخل یک سلول قرار گرفت، پروتئین آن می‌تواند بیان شود. سپس می‌توان از طریق کشت سلول‌های باکتریایی یا یوکاریوتی، مقادیر بالای پروتئین را از آن‌ها استخراج کرد.
- استخراج دی‌ان‌ای از سلول
- استخراج آران‌ای از سلول
- استخراج پروتئین از سلول
- انتقال دی‌ان‌ای به داخل سلول (دی‌ان‌ای پلاسمیدی یا اولیگونوکلئوتید)
- ساخت پلاسمید
- الکتروفورز
- واکنش زنجیره‌ای پلیمراز (تکثیر دی‌ان‌ای - پی.سی. آر)

PCR یک روش کارآمد به منظور کپی کردن DNA است. با این تکنیک، امکان تکثیر یک توالی خاص از DNA امکان‌پذیر می‌شود.
- پی.سی. آر معکوس
- تست لوسیفراز
- روش لکه شرقی